# Бейбарс (фільм)
«Бейбарс» — радянський художній фільм 1989 року, знятий режисером Булатом Мансуровим.

## Сюжет
XIII століття. На тлі походів хрестоносців і татаро-монгольських орд в країни Сходу, повстання мамелюків і захоплення ними влади в Єгипті, картина оповідає про долю реально існуючого єгипетського султана Бейбарса, його дитинство, юність і шляхи до верховної влади.

## У ролях
- Даулет Бейсенов — Бейбарс-мамлюк
- Фархад Аманкулов — Бейбарс-раб
- Тетяна Плотникова — Шадіяр, дружина візантійського купця
- Олександра Колкунова — Шадіяр-рабиня
- Борис Хмельницький — Кутуз
- Леонід Куравльов — Анонім
- Кененбай Кожабеков — султан Саліх
- Лев Пригунов — лицар
- Джамбул Худайбергенов — Турфан
- Алі Мухаммад — Шаміль
- Гела Лежава — Барат
- Дохдурбек Кидиралієв — Калаун
- Дімаш Ахімов — Емір
- Лі Ман — Хо-Пао
- Рустем Абдрашев — Хо-Пао
- Гіві Сарчемілідзе — Шейх
- Гасан Мамедов — Халіф
- Олександр Мартинов — візантійський купець
- Гульча Ташбаєва — дружина Бейбарса-мамлюка
- В'ячеслав Гостинський — імператор Візантії Михаїл VIII
- Віктор Шульгін — Папа Римський

## Знімальна група
- Режисер — Булат Мансуров
- Сценарист — Булат Мансуров
- Оператори — Микола Васильков, Бек Бахтибеков
- Композитор — Олександр Луначарський
- Художники — Михайло Колбасовський, Рустем Одінаєв